# بخش راش (شهرستان سیوتو، اوهایو)
بخش راش (به انگلیسی: Rush Township) یک منطقهٔ مسکونی در ایالات متحده آمریکا است که در شهرستان سیوتو، اوهایو واقع شده‌است.
 بخش راش ۶۱٫۷ کیلومتر مربع مساحت و ۳٬۱۷۱ نفر جمعیت دارد و ۱۵۵ متر بالاتر از سطح دریا واقع شده‌است.